# L'Honnête Fille
L'Honnête Fille (titre original italien : La putta onorata) est une pièce en trois actes de Carlo Goldoni écrite en dialecte vénitien en 1748, l'année de la réforme goldonienne. Elle fut jouée pour la première fois par la compagnie Medebach au Teatro Sant'Angelo pour le carnaval de 1749. Les intentions réformatrices sont évidentes dans la substance psychologique entièrement nouvelle des personnages.
La comédie a eu une suite dans La Bonne Épouse (La buona moglie) de 1749.

## Trame
Dans la ville de Venise, la belle Bettina tombe amoureuse de Pasqualino, un jeune homme que la jeune fille croit être le fils d'un gondolier, Messer Menego. Le jeune homme le croit aussi, mais il ne sait pas qu'il a été adopté enfant et que son vrai père est le marchand Pantalone. Même Pantalone ignore qu'il a pour fils le bébé du gondolier : Lelio. A ce mélange de malentendus, qui ne seront résolus qu'à la fin de la comédie, s'ajoute également le marquis Ottavio, fou amoureux de Bettina, qui la fait kidnapper et conduire dans son palais où aura lieu un bras de fer entre les amants, les gondoliers et Pantalone.

## Personnages
- Ottavio, marquis de Ripaverde
- Béatrice, sa femme
- Pantalone de 'Bisognosi, marchand vénitien considéré comme le père de Lelio
- Bettina, jeune fille vénitienne protégée par Pantalone
- Catte, lavandière, épouse d'Arlecchino et sœur de Bettina
- Messer Menego Cainello, batelier du marquis et considéré comme le père de Pasqualino
- Lelio, que l'on croit être le fils de Pantalone, avéré plus tard être le fils de Menego
- Pasqualino, considéré comme le fils de Menego, avéré plus tard être le fils de Pantalone
- Donna Pasqua da Pelestrina, épouse de Menego
- Brighella, servante du marquis
- Arlequin, époux de Catte
- Nane et Tita, bateliers
- Scanna, usurier
- Un jeune cafetier, un vendeur de billets, un capitaine de police avec ses hommes

La scène est représentée à Venise.

## Poétique
La comédie veut revendiquer l'honneur des jeunes roturiers vénitiens, souvent indignes sur scène.